# Pristocera

Pristocera (лат. ) — род ос-бетилид из семейства Bethylidae (Chrysidoidea, Hymenoptera). Около 130 видов.

## Распространение
Старый Свет: Афротропика (около 110), Палеарктика (5), Ориентальная область (15).

## Описание
Мелкие и среднего размера осы-бетилиды. Длина тела самок от 4 до 10 мм, самцы от 5 до 25 мм. Характерен половой диморфизм: самки бескрылые, самцы крылатые. Шипики развиты на средних голенях (голени передних и задних ноги без шипиков). Грудь с грубой пунктировкой. В переднем крыле две замкнутые ячейки: медиальная и субмедиальная. Паразитоиды личинок жуков Curculionidae и Elateridae.

## Классификация
Около 130 видов, большинство которых описано только по самцам, и лишь примерно у 20 видов известны и самки и самцы.
Род был впервые выделен в 1808 году немецким энтомологом Иоганном Клугом.
- Pristocera depressa — Европа typus
- Pristocera morawitzi— Азербайджан, Армения, Россия (Волгоградская область)[2]
- P. carinata, P. changmaiensis, P. kinabalensis, P. sarawakensis, P. sumatrensis
- P. flavicornis, P. levicollis, P. rufiventer, P. zata, P. zela, P. zintica, P. zonta, P. zuncra, … и другие виды[1][5].
- P. melmani, P. alexi, P. martyi, P. gloriae, P. julieni, P. morti, P. mauricei, P. makungai, P. teetsii, P. zubai[6].